# Liste der Monuments historiques in Bienville-la-Petite
Die Liste der Monuments historiques in Bienville-la-Petite führt die Monuments historiques in der französischen Gemeinde Bienville-la-Petite auf.

## Liste der Objekte
| Bezeichnung                  | Beschreibung                                          | Standort                          | Kennzeichnung | Schutzstatus | Datum | Bild |
| ---------------------------- | ----------------------------------------------------- | --------------------------------- | ------------- | ------------ | ----- | ---- |
| Gemälde Anbetung des Kreuzes | Ölfarbe auf Leinwand, vergoldeter Holzrahmen, um 1800 | in der Kirche Sainte-Croix (Lage) | PM54001419    | Inscrit      | 2002  |      |